# Petar Popangelow
Petar Popangelow (bulgarisch Петър Попангелов; * 31. Januar 1959 in Samokow) ist ein ehemaliger bulgarischer Skirennläufer.

## Karriere
Popangelow sicherte sich die Gesamtwertung des Alpinen Skieuropacups 1976/77 und wurde 1976 und 1977 Junioreneuropameister im Slalom. In den folgenden Jahren errang er als erster Bulgare Spitzenränge im Weltcup, die er ausnahmslos alle im Slalom realisierte. In dieser Disziplin gehörte er Ende der 1970er- bis Mitte der 1980er-Jahre zu den Weltbesten. Seine größten Erfolge feierte Popangelow bei den Winter-Universiaden. Zwischen 1981 und 1987 gewann er insgesamt 6 Medaillen, davon 3 Goldmedaillen jeweils im Slalom.
Am 8. Januar 1980 gewann Popangelow in Lenggries das einzige Weltcuprennen seiner Karriere. Es blieb bis zum Sieg Albert Popows auf den Tag genau 45 Jahre später der einzige bulgarische Weltcupsieg. Hinzu kommen sechs zweite und vier dritte Plätze. Letztmals stand er am 6. März 1984 mit einem zweiten Platz hinter dem Österreicher Robert Zoller in Vail auf dem Podest. Bei den Olympischen Winterspielen 1980 in Lake Placid und vier Jahre später bei den Olympischen Winterspielen in Sarajevo erreichte er jeweils den sechsten Platz. Nach der Saison 1986/87 beendete Popangelow seine Karriere.

## Erfolge

### Olympische Winterspiele
- Innsbruck 1976: 26. Riesenslalom, DNS Slalom
- Lake Placid 1980: 6. Slalom, 27. Riesenslalom
- Sarajevo 1984: 6. Slalom, 21. Riesenslalom
- Calgary 1988: 16. Slalom

### Weltmeisterschaften
- Innsbruck 1976: 26. Riesenslalom, DNS Slalom
- Garmisch-Partenkirchen 1978: 12. Riesenslalom[1], DNF Slalom[2]
- Lake Placid 1980: 6. Slalom, 27. Riesenslalom
- Schladming 1982: DNF Slalom[3]
- Bormio 1985: DNF Riesenslalom[4], DNF Slalom[5]
- Crans-Montana 1987: 20. Slalom[6], 24. Riesenslalom[7]

### Weltcup
- 11 Podestplätze, davon ein Sieg

| Datum          | Ort       | Land           | Disziplin |
| -------------- | --------- | -------------- | --------- |
| 8. Januar 1980 | Lenggries | BR Deutschland | Slalom    |

### Europacup
- Saison 1976/77: 1. Gesamtwertung, 2. Riesenslalomwertung, 2. Slalomwertung

### Universiade
- Jaca 1981: 1. Slalom, 3. Riesenslalom
- Sofia 1983: 1. Slalom
- Belluno 1985: 2. Slalom
- Štrbské Pleso 1987: 1. Slalom, 2. Riesenslalom

### Junioreneuropameisterschaften
- Gällivare 1976: 1. Slalom, 2. Riesenslalom
- Kranjska Gora 1977: 1. Slalom